# 金德陵
德陵，是中国金朝第八代皇帝金宣宗完颜珣的陵墓。
元光二年（1223年）十二月庚寅，金宣宗在南京开封府皇宫宁德殿驾崩。正大元年（1224年）三月庚申，金哀宗把父亲金宣宗葬在德陵，河南开封附近，陵址不详。因为中都被蒙古帝国占领，所以没有葬在金陵。